# Азизов, Газихан Курбанович
Газихан Курбанович Азизов (3 июля 1966, Махачкала, Дагестанская АССР, РСФСР, СССР) — советский и российский борец вольного стиля. Призёр чемпионатов СССР и России. Мастер спорта России международного класса. Даргинец по национальности.

## Спортивная карьера
Вольной борьбой начал заниматься с 1979 года. С 1990 по 1992 годы становился серебряным призёром чемпионатов СССР и России. В 1999 году был принят на работу в должности тренера –преподавателя по вольной борьбе в МССШОР им. Али Алиева. С 2004 года по 2011 год работал тренером преподавателем в СДЮШОР имени Гамида Гамидова. С 2011 года по настоящее время работает тренером в ССШОР им. Али Алиева. В 2018 году назначен на должность директора МБУ СШ №4 в Махачкале. Также работает главным судьей на юношеских соревнованиях.

## Личная жизнь
Отец и мать спортсмена — уроженцы Сергокалинского района Республики Дагестан. Старший брат Абдулазиз призёр чемпионата Европы. Младший брат, Магомед Азизов — чемпион  мира 1994 года, четырёхкратный чемпион Европы.
В 1973 году пошёл в махачкалинскую школу № 27 и в 1983 году окончил 10 классов. В 1984 году служил в советской армии, и в 1986 был демобилизован. C 1988 года по 1992 году учился в Волгоградском государственном институте физической культуры.

## Достижения
- Чемпионат СССР по вольной борьбе 1990 — ;
- Чемпионат СССР по вольной борьбе 1991 — ;
- Чемпионат России по вольной борьбе 1992 — ;